# Wikimedia Incubator
Wikimedia Incubator és un wiki de la Fundació Wikimedia, iniciada en 2 de juny 2006. S'usa com a zona de proves i incubadora per a nous projectes de la fundació o versions en nous idiomes de projectes existents.